# (78756) Sloan
(78756) Sloan est un astéroïde de la ceinture principale.

## Description
(78756) Sloan est un astéroïde de la ceinture principale. Il fut découvert le 10 octobre 2002 à l'observatoire d'Apache Point par le programme Sloan Digital Sky Survey. Il présente une orbite caractérisée par un demi-grand axe de 3,08 UA, une excentricité de 0,01 et une inclinaison de 9,9° par rapport à l'écliptique.

## Compléments